# Barchov, Pardubice
Barchov là một làng thuộc huyện Pardubice, vùng Pardubický, Cộng hòa Séc.